# Hanuka
Hanuka je jedan od najvećih židovskih blagdana, a slavi se 25. kisleva (sredina prosinca). Tim se praznikom spominje događaja iz 164. pr. Kr. kad je, nakon trogodišnjih progona i borbi, ponovno posvećen jeruzalemski Hram.
Helenistički kralj iz obitelji Seleukovića, Antioh IV. Epifan, bio je zabranio židovske obrede u Hramu, te uspostavio štovanje Zeusa Olimpskog. To je potaklo židovsku pobunu, u kojoj su ih predvodili Makabejci. Nakon Epifanove smrti Hram je očišćen i ponovno posvećen.
S tim je događajem povezana legenda o svjetiljci koja je nastavila gorjeti u Hramu, premda za nju nije bilo dovoljno ulja. 
Svetost proizlazi upravo iz duhovnog aspekta pobjede i čuda koje se dogodilo s jedinom netaknutom bočicom maslinovog ulja koja je nosila pečat Velikog svećenika. Količina pronađenog ulja je bila dovoljna tek za jedan dan gorenja u hramskom svijećnjaku, ali dogodilo se čudo i ulje je trajalo osam dana, koliko je bilo potrebno da bi Hram ponovo posveti.
Hanuka je tako ostala bitno praznik svjetla. Židovi svake godine kroz tjedan Hanuke pale posebne devetokrake svijećnjake "hanukije" i to tako da svake večeri zapale po jednu svjetiljku toga svijećnjaka.

## Vanjske poveznice
|  | Zajednički poslužitelj ima stranicu o temi Hanuka    |
|  | Zajednički poslužitelj ima još gradiva o temi Hanuka |